# Union internationale pour les livres de jeunesse
L'IBBY  (en anglais : International Board on Books for Young People, en français : Union internationale pour les livres de jeunesse) est une association internationale à but non lucratif créée pour développer la littérature pour la jeunesse et l'alphabétisation. 
L'IBBY a été fondée en Suisse en 1953 et elle a plus de 60 représentations nationales.

## Objectifs de l'association
L'IBBY a cinq objectifs principaux :
- promouvoir la compréhension mutuelle internationale par les livres pour enfants,
- donner, aux enfants de tous les pays, l'opportunité d'accéder à des livres de haute qualité littéraire et artistique,
- encourager la publication et la distribution de livres de qualité en particulier dans les pays en développement,
- aider et former tous ceux qui œuvrent pour la littérature enfantine,
- stimuler la recherche et les travaux scolaires dans le domaine de la littérature enfantine.

## Congrès de l'IBBY
Elle tient son congrès tous les deux ans.
- 2021 Moscou
- 2018 Istanbul
- 2016 Auckland
- 2014 Mexico
- 2012 Londres
- 2010 Saint-Jacques-de-Compostelle
- 2008 Copenhague
- 2006 Macao
- 2004 Le Cap
- 2002 Bâle
- 2000 Carthagène des Indes
- 1998 New Delhi